# Baltinava (novads)
Baltinava (łot.: Baltinavas novads) – jeden z łotewskich novadsów, funkcjonujący w latach 2009–2021.

## Historia
Novads powstało na terenach należących przed 2009 do rejonu Balvi.
W skład novadsu wchodził obszar pagastsu Baltinava. Jego stolicą została wieś Baltinava.
Zlikwidowany w ramach reformy administracyjnej 30 czerwca 2021. Wszedł w całości w skład nowego novadsu Balvi.